# لیتل آرمنیا (لس آنجلس)
لیتل آرمنیا (به انگلیسی:Little Armenia؛ به ارمنی: Փոքր Հայաստան)یک منطقهٔ مسکونی در ایالات متحده آمریکا است که در لس آنجلس واقع شده‌است.

## نگارخانه

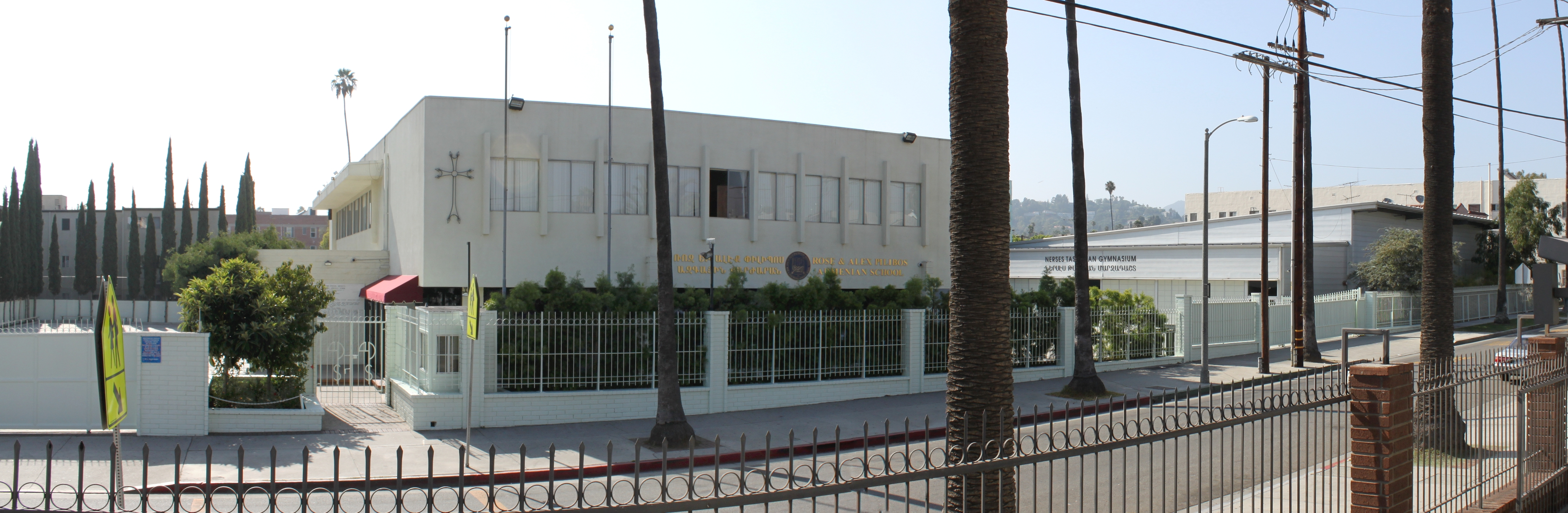
مدرسه ارمنی رز و آلکس پیلیبوس
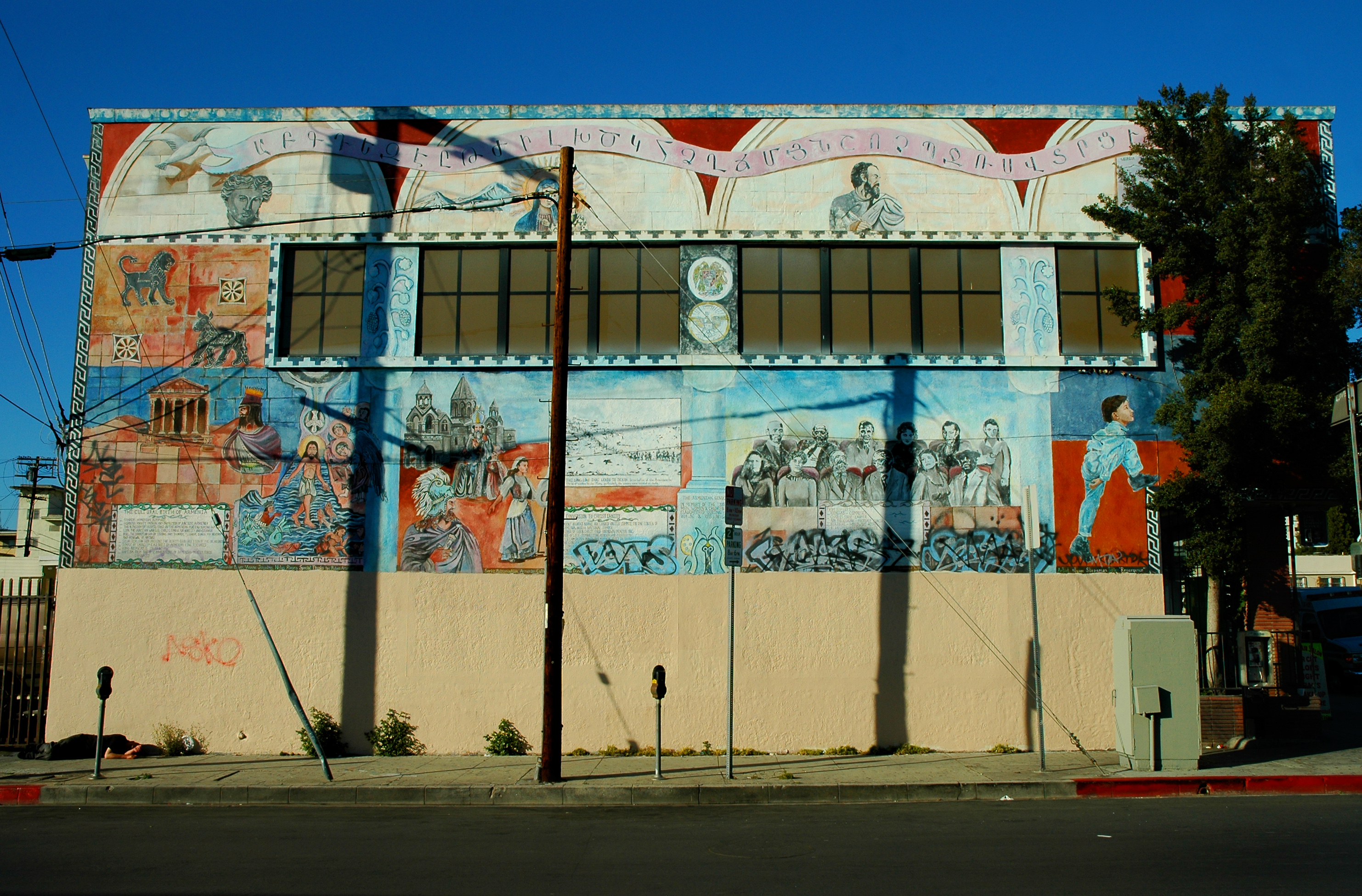
Mural of The History of Armenia
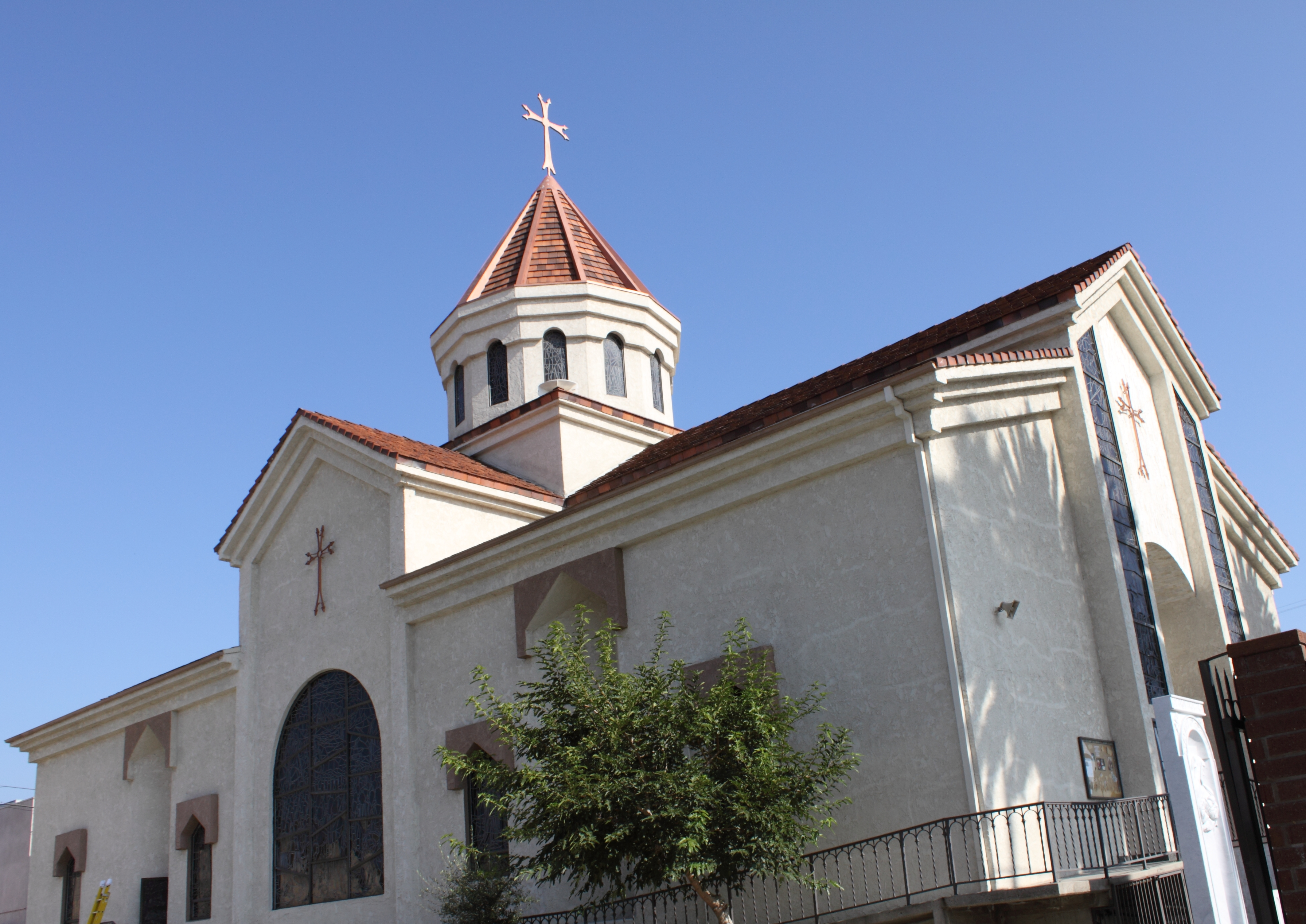
کلیسای کاراپت مقدس در خیابان آلکساندریا